# Ångermanland
La province d'Ångermanland (parfois désignée sous le nom d'Angermanie en français) est une province historique du nord-est de la Suède. Sa superficie est de 19 800 km2 et sa population était estimée à 140 451 personnes en 2003.
À Ramsele se trouve le Centre de recherches SVAR (Svensk Arkivinformation) des Archives nationales.
La chapelle Ulvö gamla, construite en 1622 à Ulvöhamn est le plus ancien bâtiment en bois préservé d'Ångermanland.

## Provinces limitrophes
- province de Laponie au nord
- province de Västerbotten au nord-est
- province de Medelpad au sud
- province de Jämtland à l'ouest